# Feketevállú darázscincér
A feketevállú darázscincér (Chlorophorus sartor) a cincérfélék családjába tartozó, Eurázsiában honos, lombos fákon, bokrokon élő bogárfaj. 

## Megjelenése
A feketevállú darázscincér testhossza 6-10 mm. Testalkata karcsú. Az előtor felülnézetben tojásdad alakú, a szárnyfedők oldalvonala a kidomborodó vállak után kb. kétharmadukig párhuzamos. Színe fekete. A domború előtor szemecskézett, gyéren, finoman, csak lesimuló szőrökkel fedett, amely a skulptúrát nem fedi be. A szárnyfedőket sűrű, lesimuló, fekete szőrök fedik, vállán nincs fehér szőrfolt. Sűrű, fehéres szőrökből alkotnak rajzolatot rajta: fehér az előtor töve, a pajzsocska, a szárnyfedőkön 2 vékony és ívelt harántvonal (melyek közül az első előrefelé a varrat mentén a pajzsocskáig, de oldalt csak a korong közepéig ér, a hátulsó harántcsík eléri az oldalszélt és a varrat mellett is az elülső harántcsík magasságáig megnyúlt) egy váll mögötti rézsútos oldalfolt, a szárnyfedők csúcsa, valamint alsó oldalán a mellközép és mellvég oldallemezei és a kétoldalt a potrohlemezek hátulsó szegélye.  

## Elterjedése és életmódja
Eurázsiában honos, az Ibériai-félszigettől Kis-Ázsián és a Közel-Keleten keresztül Észak-Iránig. A Brit-szigetekről és Skandináviából hiányzik. Magyarországon elterjedt, gyakori faj. 
Lárvája különféle lomblevelű fák és bokrok (gesztenye, bükk, tölgy, szil, dió, galagonya, kökény, akác, zanót, pisztácia stb.) elszáradt ágaiban él, majd kora tavasszal a fában bebábozódik. Fejlődési ideje 2 év. A bogár májustól kora szeptemberig rajzik. Nappal aktív, többnyire virágokon (gyakran ernyősökön) tartózkodik. 

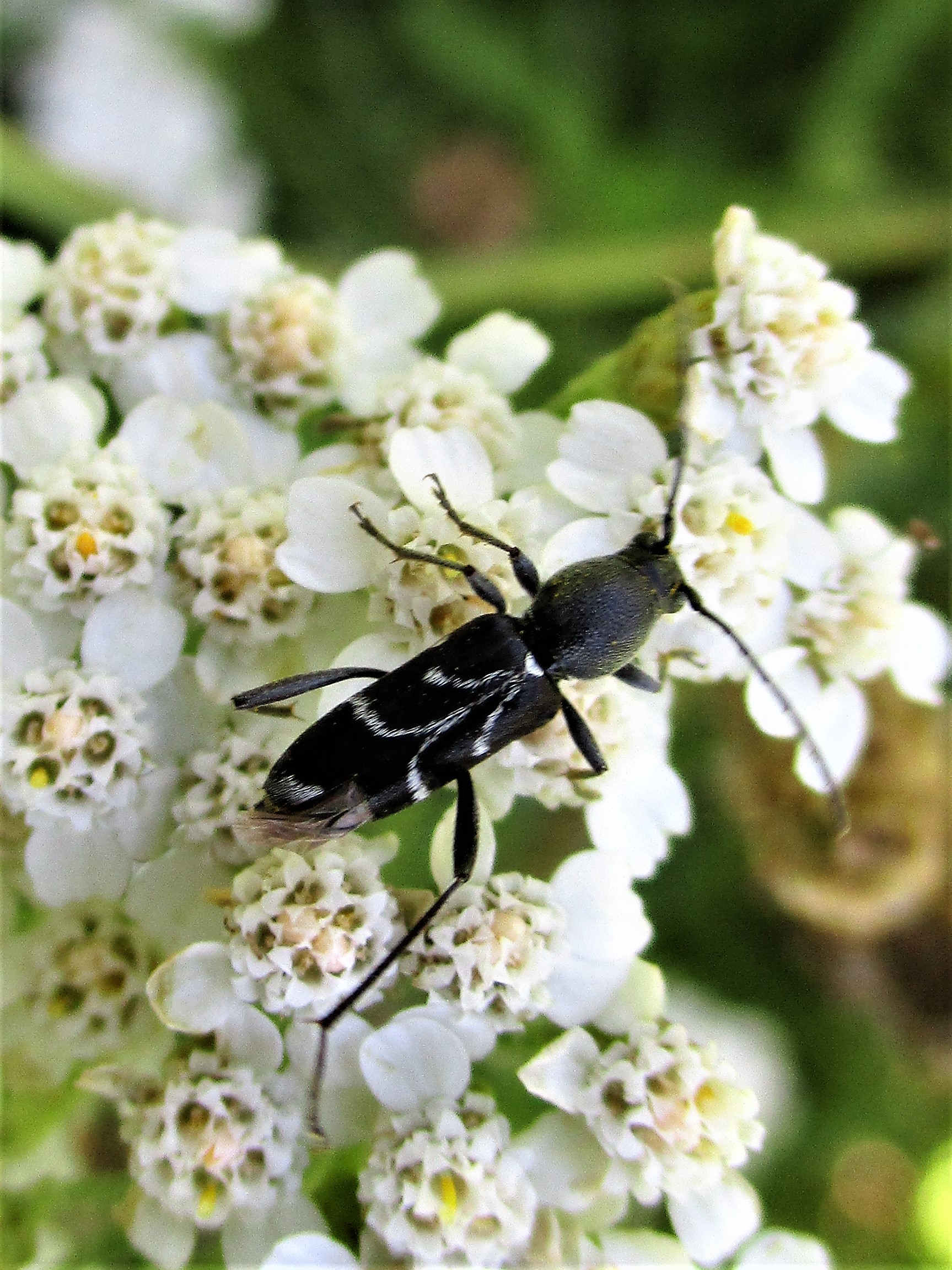
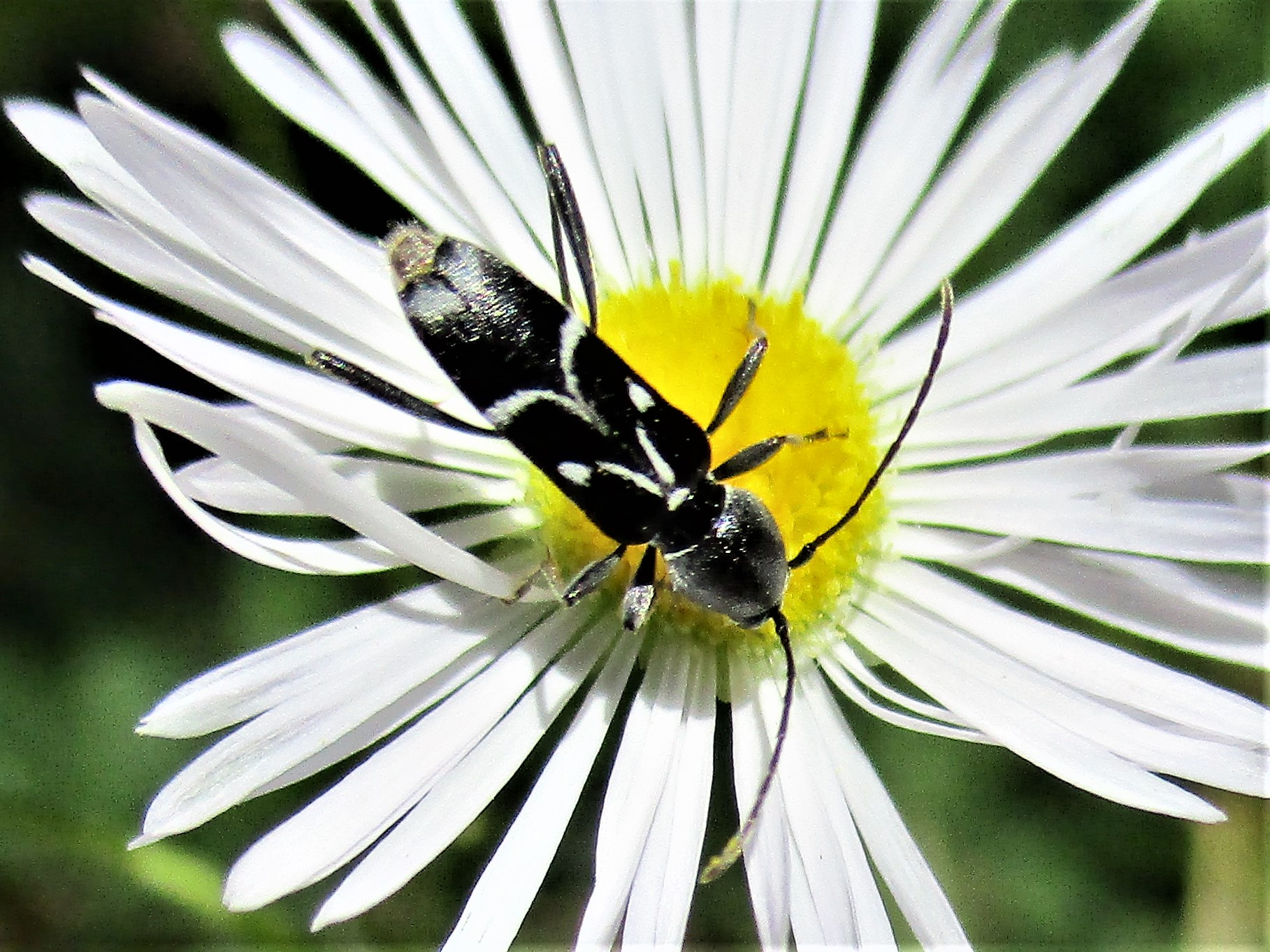
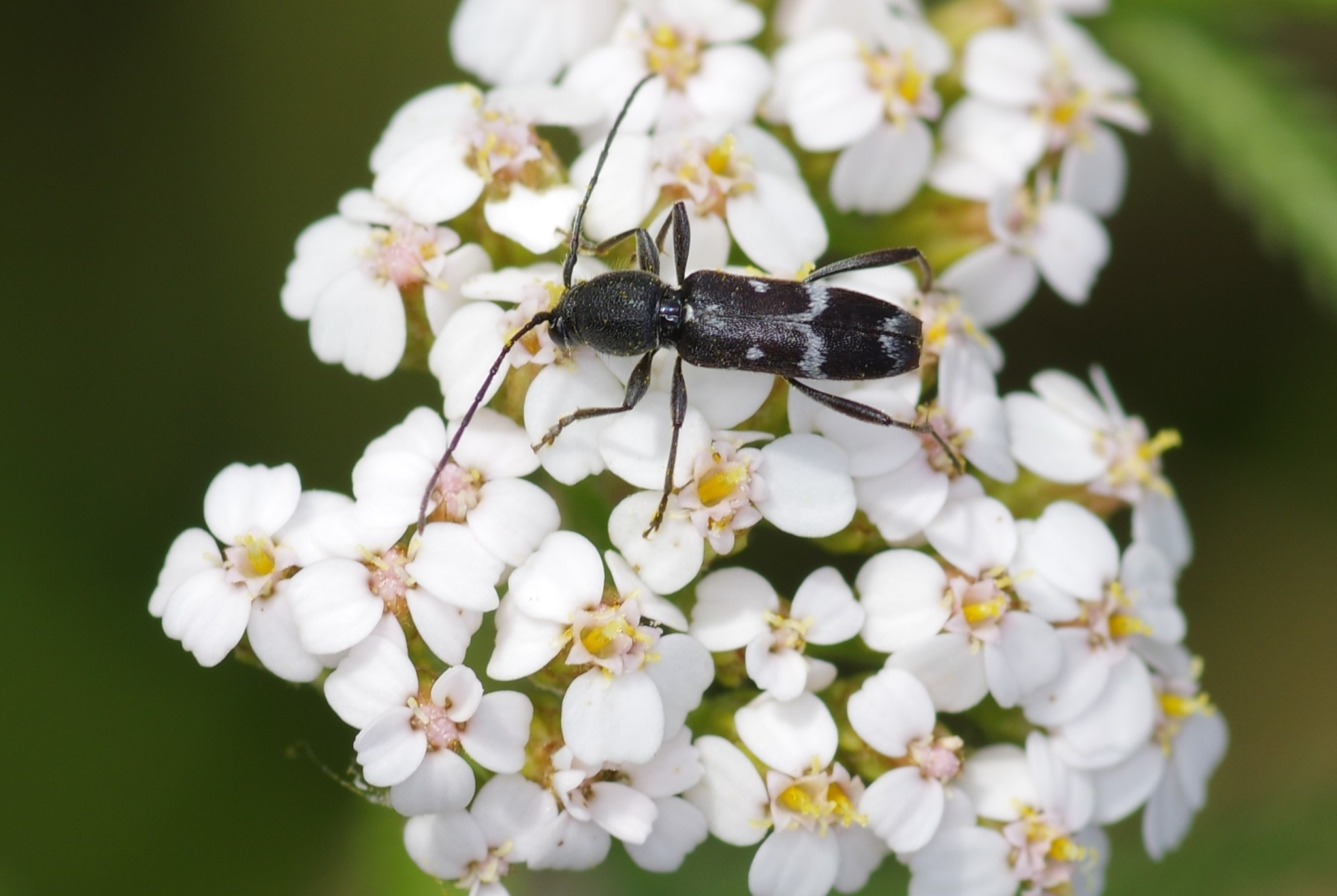
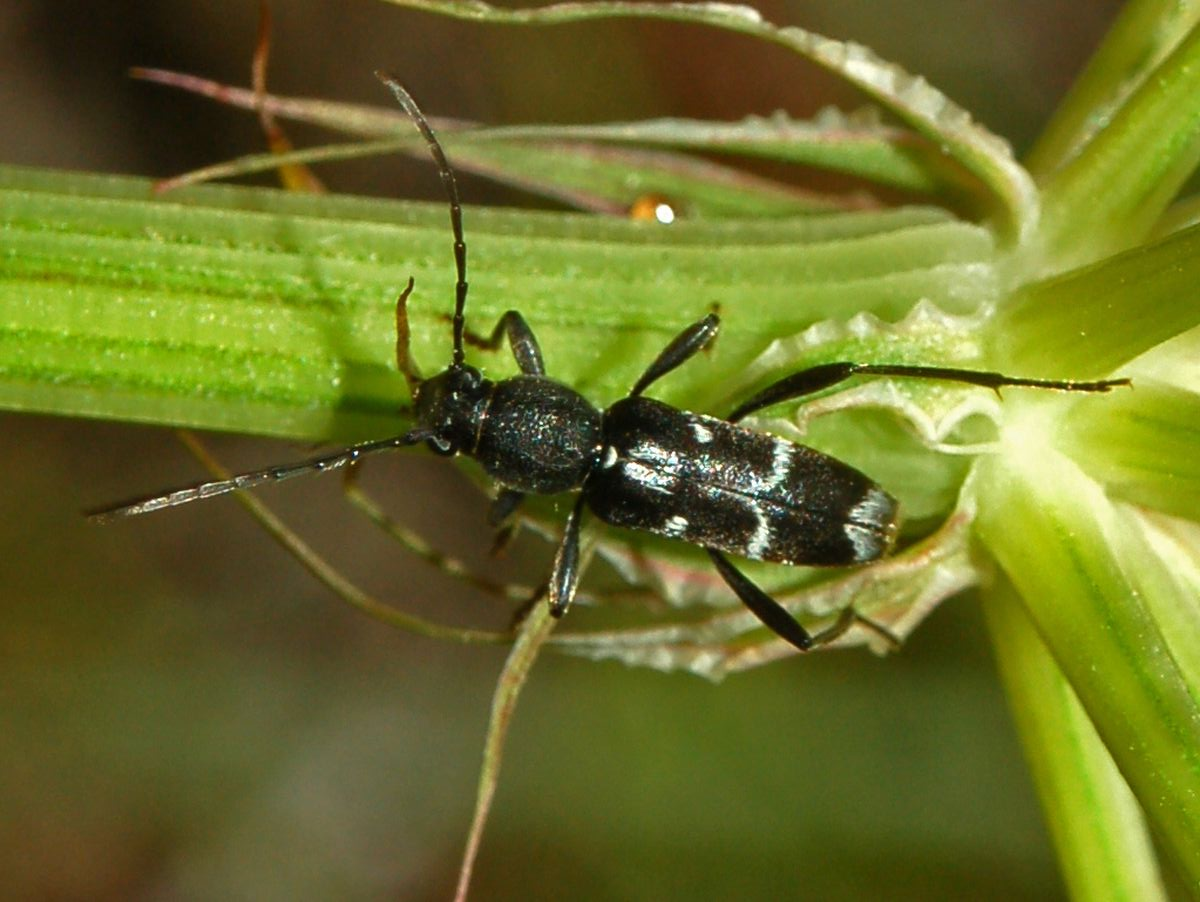
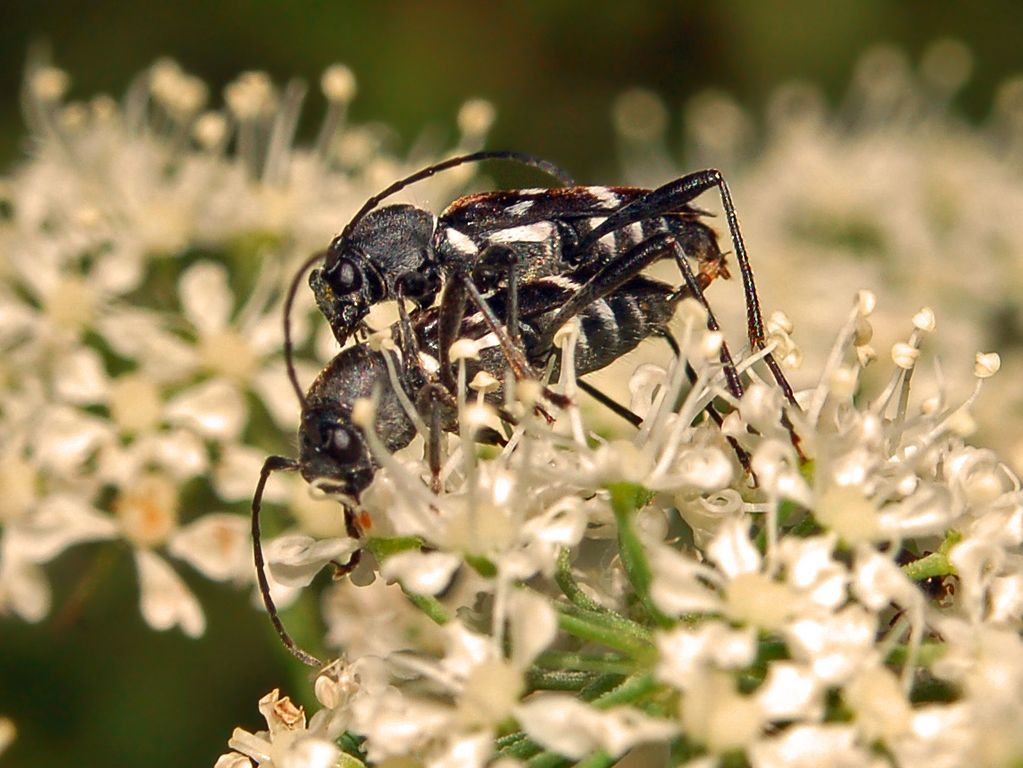

Magyarországon nem védett.